# Бобров, Иван Яковлевич
Иван Яковлевич Бобров (1907—1943) — старший лейтенант Рабоче-крестьянской Красной Армии, участник Великой Отечественной войны, Герой Советского Союза (1944).

## Биография
Иван Бобров родился в ноябре 1907 года в селе Софьинка (ныне — Аннинский район Воронежской области) в крестьянской семье. Получил начальное образование, после чего работал счетоводом в колхозе. В 1929—1931 годах проходил срочную службу в РККА. В 1941 году был вторично призван в армию. В том же году окончил курсы младших лейтенантов и направлен на фронт. В 1942 году вступил в ВКП(б). К сентябрю 1943 года старший лейтенант Иван Бобров командовал ротой 409-го стрелкового полка 137-й стрелковой дивизии 38-й армии Центрального фронта. Отличился во время форсирования Десны.
В ночь с 8 на 9 сентября 1943 года Бобров один из первых в своём полку переправился через Десну. На западном берегу реки рота под его командованием захватила плацдарм и ворвалась в село Роговка Новгород-Северского района Черниговской области. 9 сентября 1943 года, когда у Боброва и 14 оставшихся к тому времени его бойцов кончились боеприпасы, они продолжили сражаться врукопашную. В бою все они погибли, но выполнили боевую задачу. Бобров был похоронен в селе Роговка.
Указом Президиума Верховного Совета СССР «О присвоении звания Героя Советского Союза генералам, офицерскому, сержантскому и рядовому составу Красной Армии» от 15 января 1944 года за «образцовое выполнение боевых заданий командования на фронте борьбы с немецкими захватчиками и проявленными при этом отвагу и геройство» старший лейтенант Иван Бобров посмертно был удостоен высокого звания Героя Советского Союза.
Также был награждён орденами Ленина (посмертно) и Красной Звезды.
В честь Боброва названа улица в посёлке Анна Воронежской области, на здании школы в Софьинке установлена мемориальная доска.